# Marcella Bella
Marcella Bella (Catania, 1952. június 18. –)  olasz énekesnő.

## Pályafutása
Három bátyja van, akik közül Gianni Bella szintén ismert olasz énekes, zeneszerző és dalszövegíró lett.
Zenei karrierje 13 évesen indult, amikor 1965-ben a Festival degli sconosciuti amatőr zenei fesztivált megnyert, ami végül nem lett érvényes, mert Marcella a részvételen előírt korhatárt nem érte el. 1969-ben jelent meg első, debütáló albuma "Il pagliaccio" (A bohóc) címen, innentől felvette a Marcella művésznevet. Ekkor már Milánóba költözött bátyjával, Giannival.
1971-ben érte el első sikerét Hai ragione tu című dalával, de az első átütő sikert az 1972-es Sanremói Dalfesztiválon ért el: a Montagne verdi (Zöld hegyek) című dalával a 7. lett a versenyen, de a dalból készült kislemez a lista harmadik helyét érte el. A dal önéletrajzi ihletésű, amit bátyja, Gianni Bella írt neki. A dalból spanyol, francia, görög nyelvű feldolgozás is készült.ref name="curcio" /> Ezután Marcella több zenei műsorban vett részt: 1973-ban a Canzonissimában az "Un sorriso e poi perdonami" című dalával lett döntős, majd az ez évi Festivalbart Io domani című dalával, Mia Martini énekesnővel holtversenyben megnyerte. Másik ismert dala a "Nessuno mai" című dala lett.
1977-ben ismét fellépett a Sanremói fesztiválon, ahol Abbracciati című dalát adta elő, vendégelőadóként, valamint Domenica Modugno nápolyi nyelven énekelt Resta cu'mme című dalát is feldolgozta. Utóbbi dallal 4. helyezést ért el a Festivalbaron. 1978-ben megjelent Mi vuoi című kislemeze, aminek a dalát Ivano Fossati és Oscar Prudente írták. Azonban ekkori kiadójával a CGD-vel megromlott a viszonya, ami miatt otthagyta őket 1979-ben és a CBS kiadóhoz ment. 1979-ben az új kiadónál megjelent Camminando e cantando lemeze, Gianni Bella, Amedeo Minghi, Mario Lavezzi, Dario Baldan Bembo és Beppe Cantarelli közremműködésével készült el. A lemezről a Lady anima című dalával lépett fel az ez évi Festivalbaron.
1983-ban megjelent Nell'aria című nagylemeze, aminek dalait bátyja Gianni Bella és Mogol készítették. Ezt követően többször is részt vett Sanremói fesztiválon: 1986-ban Senza un briciolo di testa című dalával harmadik lett, 1987-ben Tanti auguri dalával, 1988-ben pedig Dopo la tempesta című dalával szerepelt a versenyen. 1990-ben a fesztiválon bátyjával Giannival énekelt duettet a Verso l'ignoto című dalával. 2025-ben a Pelle diamente című dalával ismét elindult a Sanremói fesztiválon.
Az 1990-es években zenei karrierje háttérbe szorult, 2004-ben az Európai parlamenti választásokon elindult képviselőként és a Nemzeti Szövetség pártlistájára került fel, ám nem választották meg.

## Lemezei

### Kislemezek
- 1969: Il pagliaccio
- 1969: Bocca dolce
- 1971: Hai ragione tu
- 1972: Montagne verdi
- 1972: Sole che nasce sole che muore
- 1972: Un sorriso e poi perdonami
- 1973: Io domani
- 1973: Mi...ti...amo
- 1974: Nessuno mai
- 1974: L'avvenire
- 1975: E quando
- 1975: Negro
- 1976: Resta cu 'mme
- 1976: Abbracciati
- 1977: Non m'importa più
- 1978: Mi vuoi
- 1979: Lady anima
- 1979: Camminando e cantando
- 1980: Baciami
- 1981: Pensa per te
- 1981: Canto straniero
- 1981: Mi mancherai
- 1982: Problemi
- 1983: Nell'aria
- 1984: Nel mio cielo puro
- 1985: L'ultima poesia (Gianni Bellával)
- 1986: Senza un briciolo di testa
- 1987: Tanti auguri
- 1988: Dopo la tempesta
- 1990: Verso l'ignoto (Gianni Bellával)
- 1998: E' un miracolo (Gianni Bellával)
- 2002: La regina del silenzio
- 2007: Forever per sempre
- 2012: Malecon
- 2012: Femmina bella

### Nagylemezek
- 1972: Tu non-hai la più pallida idea dell'amore
- 1973: Mi..ti..amo...
- 1974: Metamorfosi
- 1975: L'anima dei matti
- 1976: Bella
- 1977: Femmina
- 1979: Camminando e cantando
- 1981: Marcella Bella
- 1982: Problemi
- 1983: Nell'aria
- 1984: Nel mio cielo puro
- 1986: Senza un briciolo di testa
- 1987: Tanti auguri
- 1988: '88
- 1990: Canta Battisti
- 1990: Verso l'ignoto...
- 1991: Sotto il vulcano
- 1993: Tommaso!
- 1995: Anni dorati
- 1998: Finalmente insieme
- 2002: Passato e presente
- 2005: Uomo bastardo
- 2007: Forever per sempre (Gianni Bellával)
- 2012: Femmina bella